# Pugu
Pugu è un villaggio della Tanzania, situato circa 20 km a sudovest dal centro di Dar es Salaam. Appartiene amministrativamente all'area cittadina di Dar, e in particolare al distretto di Ilala, di cui costituisce una circoscrizione (ward). Si trova nella zona collinare delle Pugu Hills. La popolazione è principalmente di etnia Zaramo, con alcuni gruppi Makonde (etnia originaria del Mozambico). Nel villaggio si trovano tra l'altro un grande mercato del bestiame, una scuola, e una missione. Un cimitero storico commemora i missionari tedeschi che furono uccisi nel XIX secolo durante la rivolta araba.
Nella zona si trovano alcune fra quelle che sono considerate le foreste più antiche del mondo, e parte del territorio è attualmente costituito da un'area naturale protetta, la Pugu Hills Forest Reserve. Il principale centro abitato dell'area è Kisarawi.